# Schaal Sels 1988
La Schaal Sels 1988, sessantatreesima edizione della corsa, si svolse il 30 agosto 1988 su un percorso con arrivo a Merksem. Fu vinta dal belga Patrick Verschueren della Roland davanti al suo connazionale Nico Roose e all'olandese Jacques Verbrugge.

## Ordine d'arrivo (Top 10)
| Pos. | Corridore           | Squadra      | Tempo |
| ---- | ------------------- | ------------ | ----- |
| 1    | Patrick Verschueren | Roland       |       |
| 2    | Nico Roose          | SEFB         |       |
| 3    | Jacques Verbrugge   |              |       |
| 4    | Patrick De Wael     |              |       |
| 5    | Johnny Dauwe        |              |       |
| 6    | Frank Francken      |              |       |
| 7    | Carlo Bomans        | Lotto-Merckx |       |
| 8    | Ortaire Goossens    |              |       |
| 9    | Peter Punt          |              |       |
| 10   | Patrick Deneut      | Lotto-Merckx |       |